# スリーオーセブンインターナショナル
株式会社スリーオーセブンインターナショナルは東京都港区にある日本人と外国人向けの朝鮮民主主義人民共和国旅行を扱った日本旅行会社である。またはベトナム、ラオス、ミャンマー、カンボジア、ブータン、タイのグループツアーでも個人ツアーでも取り扱っている。
日本旅行業協会(JATA)加盟。